# Labinot Haliti
Labinot Haliti (* 26. Oktober 1985 in Priština) ist ein albanisch-australischer ehemaliger Fußballspieler kosovarischer Herkunft. Seine Position war im offensiven Mittelfeld.

## Leben
Seine Kindheit verbrachte Labinot zunächst im Kosovo. Mit Beginn des Kosovo-Krieges 1998, verließ er gemeinsam mit seiner Familie das Land und floh ins australische Sydney.

## Karriere
Haliti wurde von Frank Arok, einem Serben ungarischer Herkunft, der in Australien große Erfolge als Trainer feierte, entdeckt und gefördert. Für Sydney Olympic und Sydney United spielte Haliti in der National Soccer League bis zu deren Einstellung 2004. 2005 unterschrieb er bei den Newcastle United Jets einen Vertrag für die neu gegründete Profiliga A-League.
Im Sommer 2007 wechselte er zum kroatischen Erstligisten NK Slaven Belupo, den er aber bereits nach einem Monat wieder verließ. Er kam anschließend in Albanien bei KS Teuta Durrës unter, in der Winterpause wechselte er zum polnischen Klub Łódzki KS. Nachdem Łódź zur Saison 2009/10 die Ligalizenz entzogen wurde, verließ Haliti den Verein im Sommer 2009 und unterschrieb einen Vertrag bei seinem ehemaligen Klub Newcastle Jets. 2012 wechselte zu dem neu gegründeten Team der Western Sydney Wanderers. Mit ihnen gewann er 2014 als erste australische Mannschaft die AFC Champions League.
Ende 2006 wurde er in ein Trainingslager der albanischen Nationalmannschaft eingeladen, ein offizielles Länderspiel absolvierte er aber nicht.